# Stenolophus oculatus
Stenolophus oculatus är en skalbaggsart som beskrevs av Thomas Casey. Stenolophus oculatus ingår i släktet Stenolophus och familjen jordlöpare. Inga underarter finns listade i Catalogue of Life.